# Jaroslav Rössler
Jaroslav Rössler (Štoky, 25 maggio 1902 – Praga, 5 gennaio 1990) è stato un fotografo ceco.

## Biografia
Il padre, Eduard Rössler, era tedesco di origine ceca, e la madre ceca, Adéla Nollová. Studiò fotografia presso il celebre František Drtikol dal 1917 al 1920, per poi essere assunto presso lo studio fotografico come tecnico di laboratorio dove peraltro conobbe anche la sua futura moglie. Il teorico dell'arte Karel Teige gli affidò la creazione dei modelli tipografici per alcune riviste. In questo lavoro, ha approfondito lo studio e le tecniche fotografiche, del fotomontaggio, del disegno e del collage, venendo influenzato dalle mode culturali d'avanguardia del tempo, soprattutto dal cubismo e dal futurismo, anche se cercò di operare nel campo dell'astrattismo.
Nel 1925 visitò Parigi per circa sei mesi per trasferircisi con la moglie Gertruda Fischerová (1894–1976) nel 1927. Nella capitale francese ha lavorato dapprima alla fotografia commerciale ma è stato attratto anche dalla cosiddetta "vita di strada". Le opere di questo periodo sono influenzate dal Costruttivismo e dalla Nuova Oggettività. Ha inoltre fotografato una manifestazione politica. Arrestato ed imprigionato, è stato espulso nel 1935 anche a causa del cognome, troppo tedesco.
Il contraccolpo fu decisamente forte e anche se a Praga aprì un piccolo atelier per quasi vent'anni non riuscì più a creare nulla. Solo negli anni '50 ricominciò a sperimentare ad esempio attraverso dei prismi o creando pseudo-solarizzazioni, conosciute come effetto Sabatier. Rössler fu poco conosciuto nel suo paese e fu Anna Farova che contribuì a diffondere gli autori cechi e slovacchi come Josef Koudelka, Eugen Wiskovský, František Drtikol e tanti altri.